# Kanton Vinay
Der Kanton Vinay war bis 2015 ein französischer Wahlkreis im Arrondissement Grenoble, im Département Isère und in der früheren Region Rhône-Alpes. Er umfasste elf Gemeinden, Hauptort war Vinay. Vertreterin im conseil général des Départements war zuletzt von 2004 bis 2015 Jean Claude Croux.

## Gemeinden
| Gemeinde              | Einwohner Jahr | Fläche km² | Bevölkerungsdichte | Code INSEE | Postleitzahl |
| --------------------- | -------------- | ---------- | ------------------ | ---------- | ------------ |
| L’Albenc              | 1110 (2013)    | –          | – Einw./km²        | 38004      | 38470        |
| Chantesse             | 319 (2013)     | –          | – Einw./km²        | 38074      | 38470        |
| Chasselay             | 418 (2013)     | –          | – Einw./km²        | 38086      | 38470        |
| Cognin-les-Gorges     | 645 (2013)     | –          | – Einw./km²        | 38117      | 38470        |
| Malleval-en-Vercors   | 51 (2013)      | –          | – Einw./km²        | 38216      | 38470        |
| Serre-Nerpol          | 296 (2013)     | –          | – Einw./km²        | 38275      | 38470        |
| Notre-Dame-de-l’Osier | 473 (2013)     | –          | – Einw./km²        | 38278      | 38470        |
| Rovon                 | 601 (2013)     | –          | – Einw./km²        | 38345      | 38470        |
| Saint-Gervais         | 553 (2013)     | –          | – Einw./km²        | 38390      | 38470        |
| Varacieux             | 868 (2013)     | –          | – Einw./km²        | 38523      | 38470        |
| Vinay                 | 4062 (2013)    | –          | – Einw./km²        | 38559      | 38470        |